# Joaquín Gutiérrez Cano
Joaquín Gutiérrez Cano (Madrid, 29 de novembre de 1920 - 2 de març de 2009) va ser un polític i diplomàtic espanyol. Va ser director executiu del Banc Mundial, ambaixador d'Espanya al Japó i ministre durant el Franquisme.

## Carrera
Va estudiar dret i va entrar a l'Escola Diplomàtica convertint-se en diplomàtic. Va ser destinat a Alemanya com a agregat comercial el 1950. En els següents anys va ocupar diversos càrrecs públics com el de cap del Sindicat Nacional de Fruits i Productes agrícoles, vicecrecretari d'Ordenació Econòmic Sindical Nacional i procurador en Corts. El 1962, va ser nomenat Director Executiu del Banc Mundial, càrrec que va exercir durant sis anys. De retorn a Espanya, va ser president de Tecniberia (Associació Espanyola d'empreses d'Enginyeria, Consultoria i Serveis Tecnològics) fins al seu nomenament com a ambaixador al Japó el 1972. Va ser conseller del Banc d'Espanya.
Va saltar a la política d'alt nivell el 1974 com a ministre de Planificació del Desenvolupament amb Carlos Arias Navarro, després de l'atemptat terrorista contra el president del Govern Carrero Blanco. Després de la defunció de Franco va tornar a l'empresa privada i va dedicar la seva fortuna personal a preservar la memòria del general. Per a això va crear la Fundació Nacional Francisco Franco, la presidència de la qual va cedir a Carmen Franco Polo, i de la qual ha estat vicepresident executiu fins a la seva mort.

## Distincions
- Gran Creu de Carles III
- Creu de l'Orde Civil d'Alfons X el Savi
- Gran Creu de l'Orde del Mèrit Civil
- Gran Oficial de l'Orde del Mèrit de la República Italiana
- Gran Oficial de l'Orde del Sol Naixent del Japó
- Comanador de l'Orde del Mèrit de la República Federal d'Alemanya
- Gran Oficial de l'Orde de l'Infant Don Henrique de Portugal